# GDF SUEZ Grand Prix 2010
Il GDF SUEZ Grand Prix 2010 è stato un torneo femminile di tennis giocato sulla terra rossa.
È stata la 15ª edizione del Hungarian Grand Prix, che faceva parte della categoria International nell'ambito del WTA Tour 2010. Si è giocato a Budapest in Ungheria, dal 5 all'11 luglio 2010.

## Partecipanti

### Teste di serie
| Giocatrice              | Nazionalità | Ranking* | Testa di serie |
| ----------------------- | ----------- | -------- | -------------- |
| Alisa Klejbanova        | Russia      | 27       | 1              |
| Alexandra Dulgheru      | Romania     | 31       | 2              |
| Timea Bacsinszky        | Svizzera    | 37       | 3              |
| Anabel Medina Garrigues | Spagna      | 39       | 4              |
| Peng Shuai              | Cina        | 44       | 5              |
| Roberta Vinci           | Italia      | 49       | 6              |
| Ágnes Szávay            | Ungheria    | 50       | 7              |
| Polona Hercog           | Slovenia    | 51       | 8              |

- Ranking al 21 giugno 2010.

### Altre partecipanti
Giocatrici che hanno ricevuto una Wild card:
- Tímea Babos
- Alizé Cornet
- Silvia Njirić

Giocatrici passate dalle qualificazioni:
- Andreja Klepač
- Zuzana Ondrášková
- Michaela Pochabová
- Lesya Tsurenko

## Campionesse

### Singolare
Ágnes Szávay ha battuto in finale  Patty Schnyder con il punteggio di 6–2, 6–4
- È il 1º titolo dell'anno per Ágnes Szávay, il 4° della carriera e il 2º titolo consecutivo a Budapest.

### Doppio
Timea Bacsinszky /  Tathiana Garbin ha battuto in finale  Sorana Cîrstea /  Anabel Medina Garrigues con il punteggio di 6–3, 6–3